# Čachtice
Čachtice (in tedesco Schächtitz, in ungherese Csejte) è un comune della Slovacchia facente parte del distretto di Nové Mesto nad Váhom, nella regione di Trenčín.

## La IV assemblea dell'associazione Tatrín
L'assemblea che ebbe luogo il 9-10 agosto 1847 alla parrocchia di Čachtice fu una pietra miliare nella definizione di una lingua slovacca letteraria. Secondo il verbale erano presenti 61 persone. Le importanti personalità convenute si accordarono sull'ortografia slovacca e decisero di "elevare lo slovacco scritto al rango di lingua", stabilendo i principii dell'ortografia. Fu qui accolto anche il concetto del principio etimologico.
Parteciparono fra gli altri Michal Miloslav Hodža, Ľudovít Štúr, Jozef Miloslav Hurban, Ján Kalinčiak, Ján Francisci-Rimavský, Andrej Caban, Eugen Gerometta, Jozef Ščasný, Ctibor Zoch, Samo Bohdan Hroboň, Martin Hattala.
Questa riunione si sarebbe dovuta tenere a Nové Mesto nad Váhom, ma non si trovò un locale idoneo, perciò fu accettato l'invito di Jozef Urbanovský alla parrocchia di Čachtice.